# Teispès
Teispès (en vieux perse : 𐎨𐎡𐏁𐎱𐎡𐏁, et en akkadien : 𒅆𒅖𒉿𒅖), mort en 640 av. J.-C., est un grand roi perse appartenant à la dynastie achéménide, qui règne de 675 à 640 av. J.-C.

## Biographie
Il est le fils et le successeur d'Achéménès, fondateur de la dynastie des Achéménides.
Il capture la cité élamite d'Anshan, et étend alors son petit royaume, vassal de l'empire néo-assyrien. Entre 674 et 670 av. J.-C., il doit se soumettre à Phraortès, le roi des Mèdes.
À sa mort, le royaume perse est divisé entre ses deux fils Cyrus Ier, roi de Parsumah et d'Anshan, et Ariaramnès, roi de Parsa.

## Famille

### Mariage et enfants
De son mariage avec une femme inconnue, il eut :
- Cyrus Ier ;
- Ariaramnès.